# Obešenčeva hiša (Cézanne)
Obešenčeva hiša (francosko La Maison du pendu, Auvers-sur-Oise) je slika olje na platnu iz leta 1873 Paula Cézanna. Slika je razstavljena v Musée d'Orsay v Parizu.

## Ozadje
Obešenčeva hiša je bila predstavljena na prvi impresionistični razstavi leta 1874 in je bila prva slika, ki jo je Cézanne prodal zbiratelju. Vas, upodobljena na sliki, je Auvers-sur-Oise, 27 km severno od Pariza.

## Opis
Obešenčeva hiša je oljna slika na platnu, ki meri 55 cm x 66 cm in jo levo spodaj z rdečo barvo signira Cézanne. Prikazuje pokrajino z zapleteno kompozicijo. Prizor predstavlja vzdušje samote, zaradi odsotnosti ljudi in uporabe hladne barvne palete. Iz osrednje točke slike je več osi, med drugim dve poti, ki vodita v sredino in levo, breg na desni in veje drevesa, ki vodijo do vrha slike. Na Cézanna je močno vplival njegov prijatelj Camille Pissarro, zato je uporabil zrnate, lomljene poteze s čopičem in blede barve, ki so jih uporabljali impresionisti. V tej kompoziciji je Cézanne izpodbijal konvencije umetnosti z namerno nepopolnostjo perspektive. Netočnosti so vidne v kotu poti, ki vodi levo in breg na desno.